# 対自的階級
対自的階級（たいじてきかいきゅう）とはマルクス経済学用語の一つ。これは資本主義社会において存在する階級の概念である。ある階級がその階級に対して利害の対立する存在を意識して、その対立する存在に対して組織の元に団結して階級闘争を行おうと自覚するようになった状態の階級の人々ことを対自的階級という。存在する一階級の全体が対自的階級とされるような状態になっているということではなく、存在する一階級の一部分の人間が結集して構成した組織を中核として、それに集まった人々によって構成される一階級の一部分である。